# Roland Topor
Pour les articles homonymes, voir Topor.
Roland Topor, né le 7 janvier 1938 à Paris et mort le 16 avril 1997 dans la même ville, est un artiste dessinateur, peintre, illustrateur, écrivain, poète, dramaturge, metteur en scène, chansonnier, acteur et cinéaste français.

## Biographie
Fils du peintre et sculpteur Abram Topor, le jeune Roland passe ses premières années à Paris, dans le 10e arrondissement, rue Corbeau (actuelle rue Jacques-Louvel-Tessier), puis en Savoie où ses parents, immigrés polonais et juifs, se cachent de l'occupant nazi entre 1941 et 1945.
À la Libération, il est élève au collège-lycée Jacques-Decour puis étudie aux Beaux-Arts de Paris à partir de 1955 et réalise en 1958 la couverture de la revue Bizarre, ce qui constitue sa première publication.
En 1960, la Maison des Beaux-Arts organise sa première exposition, alors que son premier livre de dessins, Les Masochistes, est publié chez E. Losfeld. Il publie également sa première nouvelle, L’Amour fou, dans la revue Fiction, à laquelle il collaborera régulièrement.
À partir de 1961, Topor collabore au journal Hara-Kiri dont il partage le culte de l'humour noir, décapant et cynique mais aussi, dans une veine plus rose, au magazine Elle.
En 1962, avec Fernando Arrabal et Alejandro Jodorowsky, il est l'un des créateurs du mouvement Panique.
Il est le frère de l'historienne Hélène d'Almeida-Topor et l'oncle de l'historien Fabrice d'Almeida.

### Topor et le cinéma
Attiré par le cinéma d'animation, il collabore avec René Laloux à plusieurs films, des courts métrages, et le long-métrage La Planète sauvage qui obtient, en 1973, le prix spécial du jury à Cannes. Il ouvre ses portes à l'émission Italiques en 1974 en compagnie de Fernando Arrabal. Il est acteur pour quelques seconds rôles, dans Celles qu'on n'a pas eues de Pascal Thomas, Qui êtes-vous Polly Magoo, de William Klein, L'Araignée de satin, de Jacques Baratier, dans le film de Werner Herzog, Nosferatu, fantôme de la nuit, aux côtés d'Isabelle Adjani et de Klaus Kinski, Trois Vies et une seule mort de Raoul Ruiz.
Topor réalise aussi beaucoup d'affiches (Le Tambour de Volker Schlöndorff, L'Empire de la passion de Oshima, L'Ibis rouge de Jean-Pierre Mocky) pour le théâtre à Paris, à Munich pendant plusieurs saisons, pour Amnesty International.
Son roman Le Locataire chimérique est adapté au cinéma par Roman Polanski (Le Locataire). En 1976, Topor collabore avec Federico Fellini pour son Casanova, dessinant les images projetées pendant la séquence de la « lanterne magique ».

### Autres collaborations (télévision, théâtre, etc.)

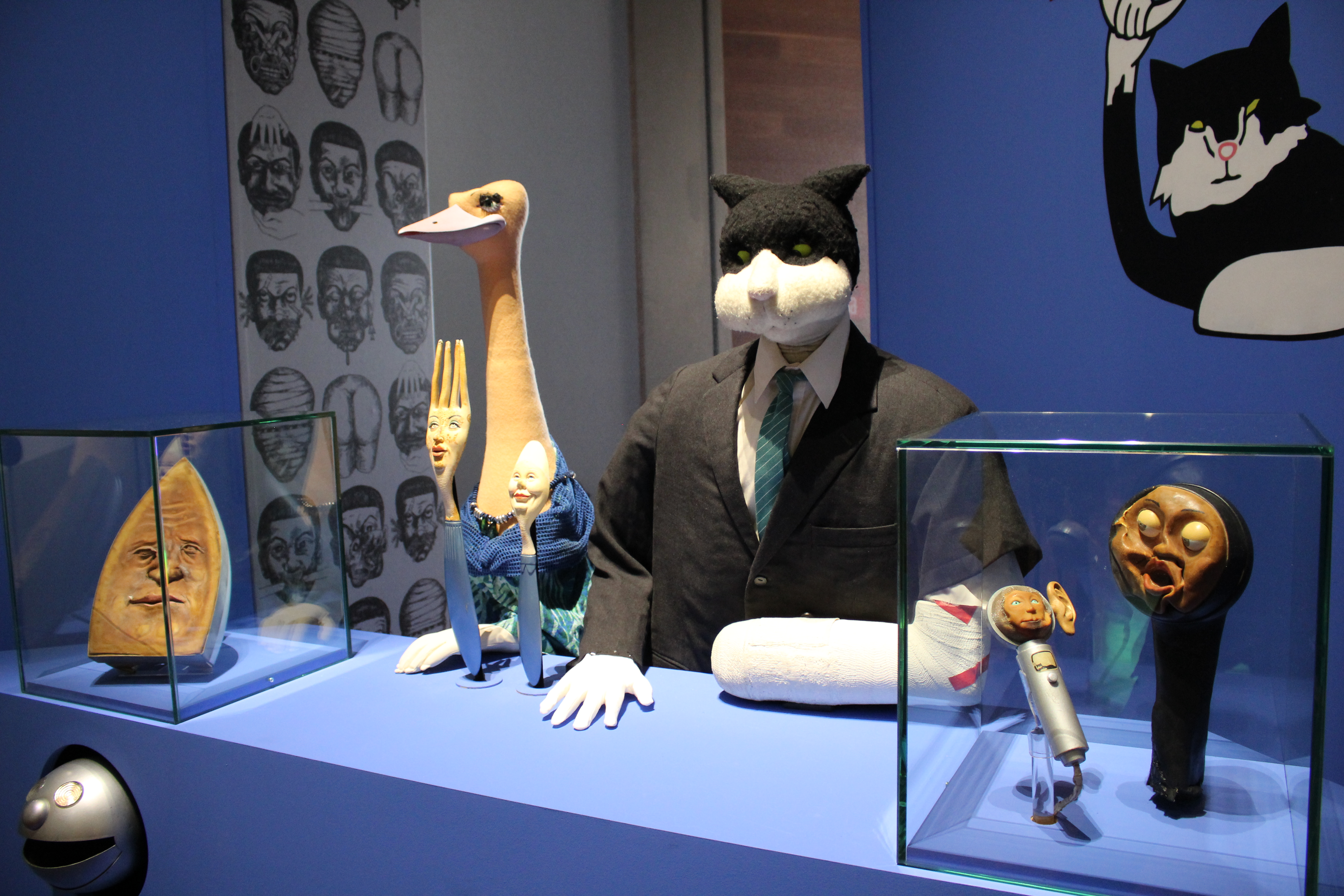
Les marionnettes de Téléchat, émission jeunesse d'humour loufoque, créée par Roland Topor en 1983.

À la radio, Topor est l’un des protagonistes de l'émission Des Papous dans la tête de France Culture.
Il travaille aussi avec son ami Jean-Michel Ribes sur de nombreux projets. Ils écrivent ensemble pour la télévision Merci Bernard (1982-1984), puis Palace (1988) ; pour le théâtre Batailles (1983) ; pour le cinéma La Galette du roi (1985) ; ainsi que d'autres écrits inédits à ce jour, comme Kignorje ou Le Chou de l'érudit.
Topor travaille également pour la télévision sur la série pour enfants (démarrée en 1983) Téléchat, réalisée par son ami intime, le Belge Henri Xhonneux. Succès immédiat de la série : 234 épisodes sont tournés. À rebrousse-poil (publié en 1987), coécrit avec Xhonneux, relate le tour du monde qu'effectue Groucha (personnage principal de Téléchat) en 80 jours.
C'est aussi avec Henri Xhonneux que Roland Topor entreprend une adaptation cinématographique de la vie du marquis de Sade, en 1988, présentée au public l'année suivante, lors de la célébration du bicentenaire de la Révolution française. L'œuvre (Marquis), uniquement interprétée par des acteurs en masques représentant des animaux, déconcerta et la critique et les spectateurs. Le temps aidant, Marquis est devenu un film « culte ».[réf. nécessaire]
Auteur de théâtre — Vinci avait raison (pièce qui déclencha un immense scandale en Belgique lors de sa création), Joko fête son anniversaire, L'Ambigu, ou encore L'Hiver sous la table —, L'Ambigu publié en 1997, Le Feu au Lac, Roland Topor travailla à plusieurs reprises avec son ami Jérôme Savary (Les Aventures de Zartan, De Moïse à Mao), et signa en 1992 à la fois la mise en scène, les décors et les costumes de Ubu roi avec Catherine Jacob au théâtre national de Chaillot, à Paris.
Par ailleurs, la Galerie HumuS, créée en 1988 à Lausanne en Suisse a été parrainée par Roland Topor.

### Les dernières années

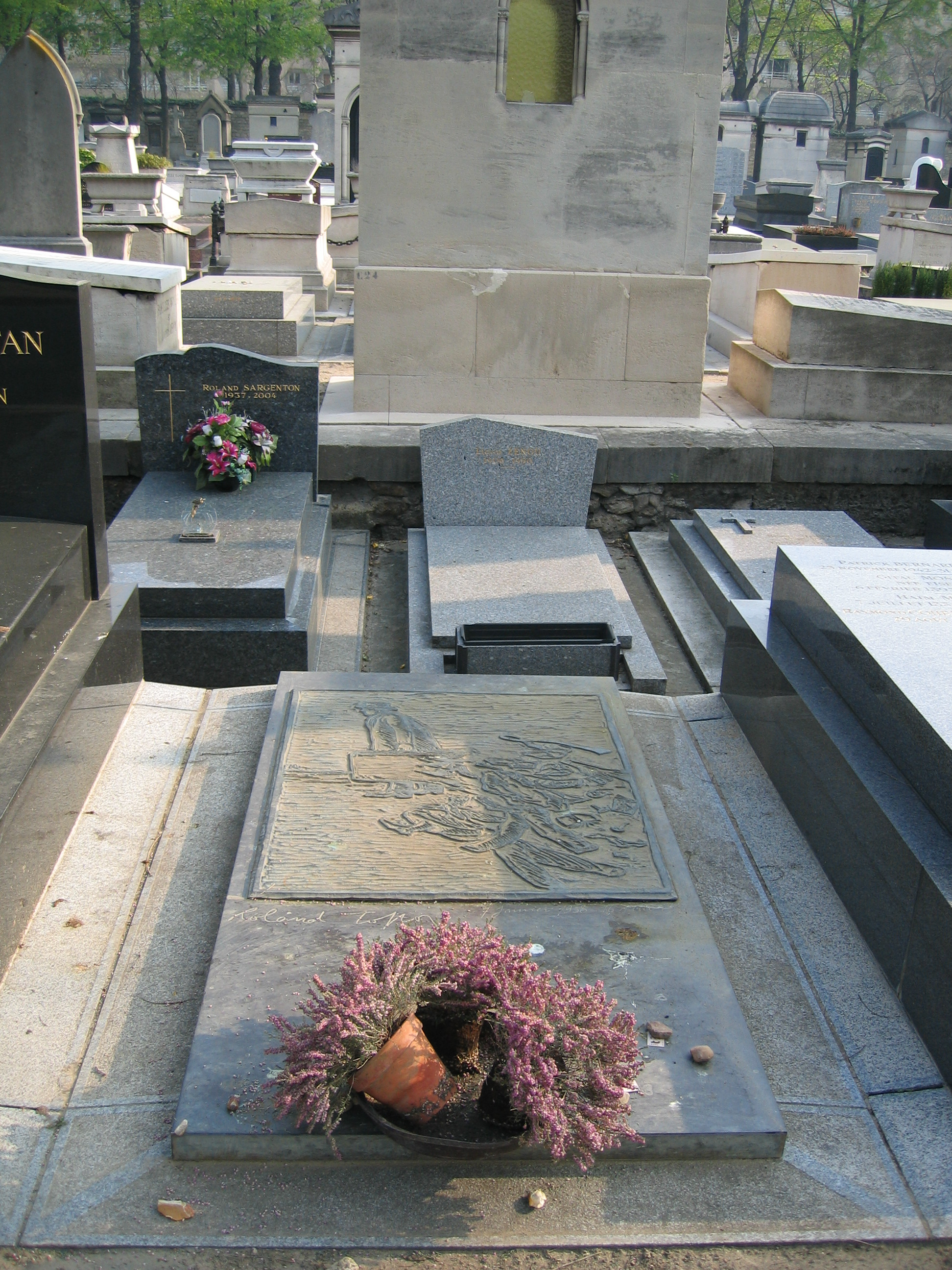
Tombe de Roland Topor au cimetière du Montparnasse (division 14).

En 1992, Topor fonde, avec Giacomo Carioti et Jean-Louis Colas, l'association RomaliaisonParis, Société de libres talents entre deux capitales, dont le but est l'amitié et la collaboration entre artistes français et italiens. Topor en est le premier président. Pour elle il réalise en 1996 le symbole Pinocchio qui se fait Marameo, dessiné lors du voyage à Rome, en novembre 1996, pour recevoir — sur invitation de Giacomo Carioti et Rinaldo Traini, manager d'Expocartoon — le prix Une vie pour l'illustration. Après sa mort, ce dessin devient le symbole du prix Roland-Topor, remis par RomaliaisonParis.
Frappé d'une hémorragie cérébrale à son domicile parisien situé dans le 10e arrondissement, il meurt le 16 avril 1997 dans un hôpital du 13e arrondissement de Paris. Roland Topor est inhumé au cimetière du Montparnasse, dans la 14e division, en bordure de l'avenue du Nord.

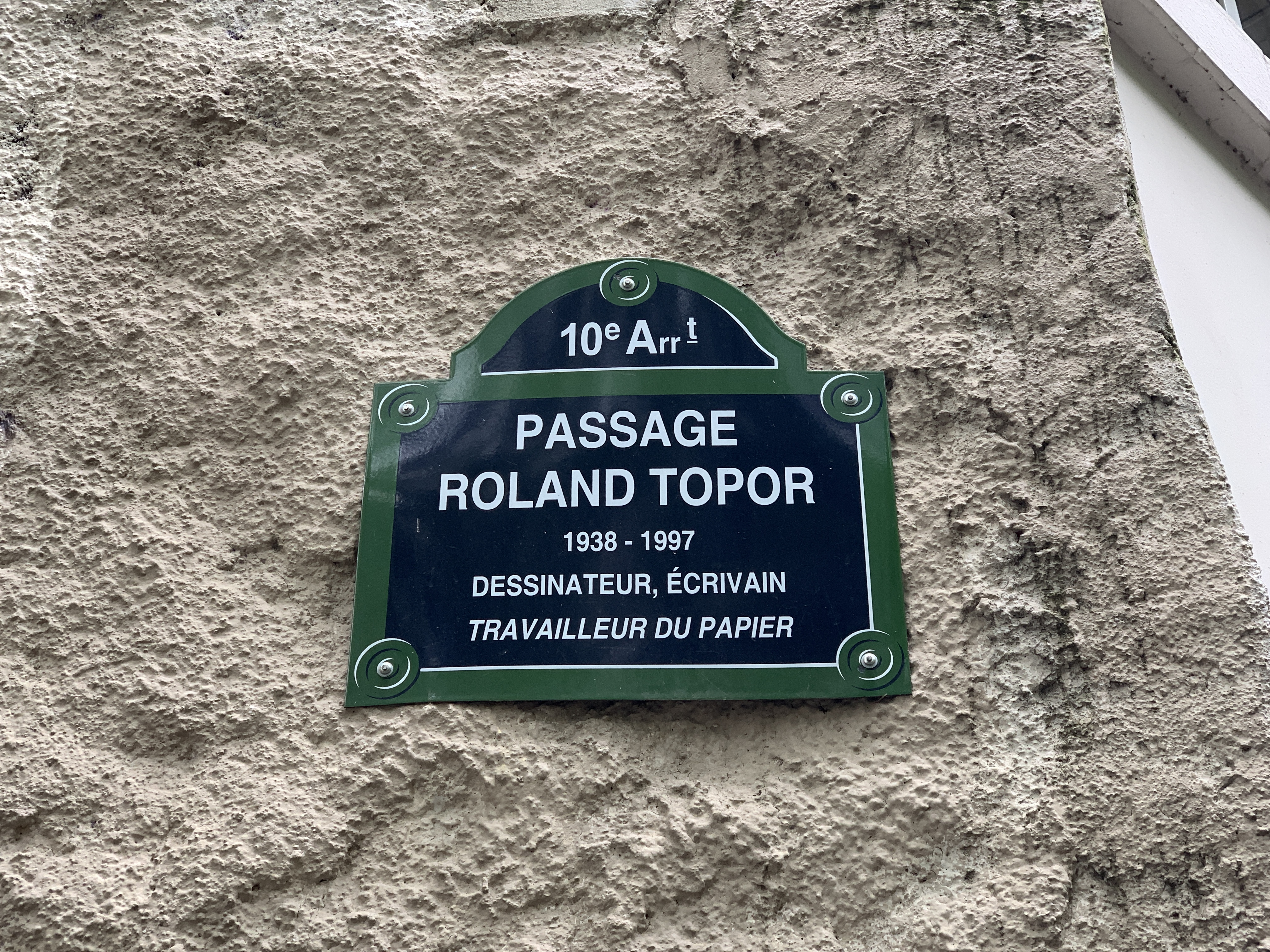

Il est nommé, à titre posthume, satrape du Collège de 'Pataphysique.
Il laisse une œuvre foisonnante, originale, dont le temps n'a pas émoussé la virulence.
Le passage Roland-Topor lui rend hommage à Paris, dans le 10e arrondissement.

### Distinctions
- 1961 : grand prix de l'humour noir
- 1970 : prix des Deux-Magots pour son roman Joko fête son anniversaire[1]
- 1973 : prix spécial pour La Planète sauvage de René Laloux, auquel Topor a largement contribué, au Festival de Cannes
- 1974 : prix du CABD pour sa contribution à La Planète sauvage
- 1981 : grand prix national des arts graphiques du Ministère de la Culture[1]
- 1990 : grand prix de la Ville de Paris

## Publications (sélection)
Liste non exhaustive (tout au long de sa vie, Topor a publié nombre de livres et de recueils de nouvelles, souvent restés confidentiels.)

### Romans
- 1964 : Le Locataire chimérique
- 1967 : La Princesse Angine
- 1968 : Erika
- 1969 : Joko fête son anniversaire (roman et théâtre), prix des Deux Magots 1970
- 1969 : Un amour de téléphone (sous le pseudonyme d'Élisabeth Nerval), Odege-Filipacchi, collection Mlle age tendre
- 1970 : Pop Rose (sous le pseudonyme de Maud Morel), Odege-Filipacchi, collection Mlle age tendre
- 1971 : Épreuve par neuf (sous le pseudonyme de Laurent Taupor), Filipacchi, collection Mlle age tendre
- 1975 : Mémoires d'un vieux con, nouvelle édition 2011, éd. Wombat
- 1978 : Portrait en pied de Suzanne
- 1990 : Le Sacré Livre de Proutto
- 1996 : Jachère Party

### Recueils de nouvelles
- 1962 : Bizarre! Bizarre !
- 1967 : Four Roses for Lucienne
- 1982 : Café Panique
- 1986 : La Plus Belle Paire de seins du monde
- 1988 : Taxi Stories
- 1989 : Journal in Time
- 1989 : Les Combles parisiens
- 1997 : Made in Taïwan, Copyright in Mexico
- 2011 : Vaches noires, éd. Wombat. 33 nouvelles inédites, recueil composé par l'auteur de son vivant

### Théâtre, opéra
- 1972 : Les Derniers Jours de solitude de Robinson Crusoé, 20 ans d'aventures et d'amour
- 1972 : Le Bébé de Monsieur Laurent
- 1975 : De Moïse à Mao, 5000 ans d'aventures
- 1983 : Batailles, avec Jean-Michel Ribes
- 1989 : Joko fête son anniversaire (adaptation pour le théâtre de Patrick Roegiers)
- 1989 : Vinci avait raison
- 1989 : Fatidik et Opéra
- 1990 : Die Zauberflöte, Théâtre Aalto
- 1994 : L'Hiver sous la table
- 1996 : L'Ambigu
- 1997 : Le Feu au lac

### Recueil de dessins
- 1960 : Les Masochistes
- 1961 : Topor, anthologie
- 1965 : Panic
- 1965 : Dessins Panique
- 1972 : Un monsieur tout esquinté (dessins de Roland et Nicolas Topor)
- 1974 : L'Epikon
- 1974 : Une vie à la gomme
- 1977 : Toporland
- 1985 : Topor (catalogue de l'Exposition de Munich)
- 1992 : Le Courrier des lettres, collection Points, éditions Seuil
- 1996 : Le Trésor des dames
- 2008 : Mai 68, collectif - Michel Lafon
- 2010 : Rebonjour (chez United Dead Artists)

### Divers
- Les Deux Caprices, illustrations de Sabine Monirys, Grasset Jeunesse, 1974
- Marcel Aymé, Œuvres romanesques, 6 tomes, illustrations de Roland Topor, Flammarion, 1977
- Palace, avec Jean-Michel Ribes (sketches télé)
- Merci Bernard, avec Jean-Michel Ribes (sketches)
- Le Sacré Livre de Prouto (récit)
- Courts Termes, avec Eddy Devolder (entretiens)
- L'Équation du bonheur, avec Henri Rubinstein (entretiens)
- À rebrousse-poil, avec Henri Xhonneux (échanges)
- La Cuisine cannibale (recettes)
- Rumsteak morceaux choisis (poèmes et chansons)
- Vous savez, moi, sans mes lunettes, collection « L'art en écrit », éditions Jannink, Paris, 1992
- Pense-bêtes (phrases, poèmes et dessins), Le Cherche midi éditeur, collection « Les pensées », Paris, 1992

## Discographie
- Les Derniers Jours de solitude de Robinson Crusoë (bande originale par Le Grand Magic Circus avec trois textes de chansons Topor, en 1973)
- Roland Topor - Comptines mises en musique et chantées par Max Rongier (Livre-disque 45 tours avec huit comptines et des dessins de Roland Topor, Philips 1978)
- Zozo Lala (chanson sur un 45T de Megumi Satsu, en 1980)
- Scato (chanson enregistrée en public par Megumi Satsu, en 1980 — parue en 2011)
- Sous mes draps (chanson sur l'album Heureux en amour ? de Robert Charlebois, en 1981)
- Monte dans mon ambulance et Je m'aime (deux textes signés Topor dans l'album Silicone Lady de Megumi Satsu paru en 1984[8])
- François détexte Topor (album de François Hadji-Lazaro sur des textes de Topor en 1996)
- Chantons z'enfants (album de Max Rongier pour lequel Topor a donné des textes et des illustrations, en 1997)
- Les Points sur les i (album auto-produit par le groupe TOPOR d'attache en 2000 ; 17 textes de Roland Topor chantés par le comédien-chanteur Pasquale d'Inca)
- Bloody Mary (mini-album de Sarah Olivier avec plusieurs textes de Topor, en 2003)
- Joséphine et les Ombres (conte lyrique pour enfants, musique de Reinhardt Wagner, en 2004)
- Zabawy Toporem na Żywo (DVD vidéo par le groupe Sublokator, enregistrement en public, une partie des chansons a été traduite en polonais par Marcin Pawlik, le bassiste du groupe, en 2012)
- Bloody Mary (chanson sur l'album Pink Galina de Sarah Olivier mise en musique par Babx, en 2013)

## Cinéma et télévision

### En tant que scénariste et concepteur des décors/personnages
- 1965 : Les Temps morts, dessin animé avec René Laloux
- 1966 : Les Escargots, dessin animé avec René Laloux
- 1967 : Le Lapin de Noël, scénario avec Georges Dumoulin (émission TV Dim, Dam, Dom)
- 1971 : Les Malheurs d'Alfred, scénario avec André Ruellan et Pierre Richard
- 1973 : La Planète sauvage, réalisation René Laloux
- 1975 : La Fille du garde-barrière, avec Jérôme Savary
- 1976 : Le Casanova de Fellini (Il Casanova di Federico Fellini) — Topor, créateur de la séquence de la « lanterne magique »
- 1977 : L'Entreprise, court métrage pour le CNPF
- 1978 : La Maladie de Hambourg, scénario écrit avec Peter Fleischmann (réalisateur) et Otto Jägerberg
- 1982 : The Lucky Star, scénario du film de Max Fischer
- 1988 : Marquis, coréalisation Henri Xhonneux
- 1996 : Le Poète, sa muse, écriture d'une dizaine de pilotes d'une minute chacun pour la télévision. Réalisation Marc Carpentier.
- 2010 : L'Orpheline avec en plus un bras en moins, scénario coécrit avec le réalisateur Jacques Richard.

### En tant qu'auteur de l'œuvre originale
- 1976 : Le Locataire, film français réalisé par Roman Polanski d'après Le Locataire chimérique

### En tant qu'acteur
- 1966 : Qui êtes-vous, Polly Maggoo ? de William Klein
- 1979 : Nosferatu, fantôme de la nuit de Werner Herzog
- 1980 : Ratataplan, de Maurizio Nichetti
- 1981 : Celles qu'on n'a pas eues de Pascal Thomas
- 1984: Un amour de Swann de Volker Schlöndorff

### Télévision
- Téléchat
- Le Poète, sa muse
- Participation à :
  - Merci Bernard
  - Palace
  - Manger des Yeux

## Radio
(Outre Des Papous dans la tête)
- 1967 : En Suisse, dramatique
- 1972 : L'Auberge des colonels, pièce de théâtre
- 1975-1976 : Mémoires d'un vieux con, adaptation du roman éponyme pour l'émission Allegro

## Chansons
- 1984 : Megumi Satsu, chanteuse japonaise excentrique, a interprété Je m'aime et Monte dans mon ambulance, deux textes de Topor mis en musique par François d'Aime[8].

## Expositions récentes
- « Le Monde de Roland Topor »[9],[10], Musée de l'illustration jeunesse[11] de Moulins, du 21 septembre 2019 au 02 février 2020
- « Topor n'est pas mort »[12], Galerie Anne Barrault, Paris, du 7 septembre 2019 au 26 octobre 2019
- « Roland Topor Inédit » , Galerie Loeve&Co, Paris, du 16 septembre au 30 octobre 2021

### Biographie et recueils
- Jacques Sternberg, Roland Topor, Paris, Éditions Seghers, 1978, 191 p., illustrations en noir et blancBiographie de Roland Topor, extraits de textes publiés et inédits, collection "Seghers / Humour"
- Christophe Hubert, Topor, l’homme élégant, Paris, Éditions Hermaphrodites, septembre 2004, 492 p., illustrations en noir et blanc (ISBN 978-2-913063-00-6)
- Patrick Roegiers, Topor rit encore, essai photographique, Maison européenne de la photographie, 1999.
- Frantz Vaillant, Roland Topor ou le rire étranglé : biographie, Paris, Buchet-Chastel, mars 2007, 432 p. (ISBN 978-2-283-02253-5, présentation en ligne)
- Daniel Colagrossi, Topor traits, Paris, Éditions Scali, novembre 2007, 365 p., broché, illustrations en noir et blanc (ISBN 978-2-35012-122-2)Recueil de témoignages de proches de Roland Topor, illustré par de nombreux documents jusqu'alors inédits pour la plupart
- Salim Jay, Merci Roland Topor : récit, Paris, Éditions Fayard, avril 2014, 216 p. (ISBN 978-2-213-68082-8, présentation en ligne)

### Etudes
- Topor, artiste multimédia, Sociétés et Représentations,  n°44.éditions de La Sorbonne, 2017, 248 p.
- Daniel Laforest, Topor et le cinéma, Nouvelles éditions Place, 2020, 121 p.
- Fabrice Blin et Xavier Kawa-Topor, L'Odyssée de la Planète Sauvage, éditions Capricci, 2023, 236 p.

#### Notices et bases de données
- Ressources relatives aux beaux-arts :   - Artists of the World Online
  - Bénézit
  - Delarge
  - Kunstindeks Danmark
  - MNBAQ
  - Museum of Modern Art
  - RKDartists
  - Union List of Artist Names
- Ressources relatives à l'audiovisuel :   - AllMovie
  - Allociné
  - Ciné-Ressources
  - Filmportal
  - IMDb
  - Korean Movie Database
  - Unifrance
- Ressources relatives au spectacle :   - Archives suisses des arts de la scène
  - Les Archives du spectacle
  - Kunstenpunt
  - L’Officiel des spectacles
- Ressources relatives à la musique :   - Discogs
  - MusicBrainz
  - Muziekweb
- Ressources relatives à la littérature :   - Internet Speculative Fiction Database
  - NooSFere
- Ressources relatives à la bande dessinée :   - BD Gest'
  - Lambiek Comiclopedia
- Ressource relative à plusieurs domaines :   - Radio France
- Notices dans des dictionnaires ou encyclopédies généralistes :   - Brockhaus
  - Deutsche Biographie
  - Gran Enciclopèdia Catalana
  - Internetowa encyklopedia PWN
  - Larousse
  - Nationalencyklopedin
  - Munzinger
  - Treccani
  - Universalis
- Notices d'autorité :   - VIAF
  - ISNI
  - BnF (données)
  - IdRef
  - LCCN
  - GND
  - Italie
  - Japon
  - CiNii
  - Espagne
  - Belgique
  - Pays-Bas
  - Pologne
  - Israël
  - NUKAT
  - Suède
  - Tchéquie
  - Portugal
  - WorldCat